# Epifanie-Tiberiu Maerean
Epifanie-Tiberiu Maerean (n. 16 decembrie 1955) este un fost deputat român în legislatura 1990-1992, ales în județul Suceava pe listele partidului FSN. Epifanie-Tiberiu Maerean este căsătorit și are doi copii.